# Gvožđe(III) fosfat
Gvožđe(III) fosfat, takođe feri fosfat, je neorgansko jedinjenje sa formulom FePO4. Poznato je nekoliko srodnih materijala, uključujući četiri polomorfa FePO4 i dva polimorfa dihidrata FePO4·(H2O)2. Ovi materijali nalaze niz tehničkih primena. Oni se javljaju u vidu minerala.

## Struktura
Najzastupljenija forma FePO4 poprima strukturu α-kvarca. U toj formi P i Fe imaju teraedarsku molekularnu geometriju. Pri visokom pritisku, dolazi do fazne promene i prelaza u gušću strukturu sa oktaedralnim Fe centrima. Dve ortorombne strukture i monoklinička faza su isto tako poznate. U dva polimorfa dihidrata, Fe centar je oktaedralan sa dva liganda vode u uzajamnoj cis poziciji.